# Junonia genoveva
Junonia genoveva là một loài bướm ngày thuộc họ Nymphalidae. Nó được tìm thấy ở miền nam New Mexico, miền nam Arizona, miền nam Texas, và miền nam Florida phía nam khắp West Indies, México và Trung Mỹ tới Argentina. Loài này cũng thỉnh thoảng được tìm thấy ở đông nam California, đông nam Colorado và trung Florida. Sải cánh dài 45–57 mm. Ấu trùng ăn Stachytarpheta, Ruellia tuberosa và Blechum in Jamaica. Cá thể trưởng thành hút mật hoa.

## Phụ loài
- Junonia genoveva genoveva (Surinam)
- Junonia genoveva constricta (Venezuela, Colombia)
- Junonia genoveva hilaris (Paraguay, Uruguay)
- Junonia genoveva incarnata (Colombia, Venezuela)
- Junonia genoveva infuscata (Ecuador)
- Junonia genoveva vivida (Guyana, Surinam)